# 巨乳ファンタジー5 〜王子リーン〜
『巨乳ファンタジー5 〜王子リーン〜』（きょにゅうファンタジー おうじリーン）とは、Waffleから2025年2月28日に発売されたアダルトゲームであり、巨乳シリーズナンバリング作品の第5弾にあたる。
2025年4月25日にはDLC『温泉パイズリファンタジー 〜母乳篇〜』が配信された。

## あらすじ

### 本編
レガリア王国の第三王子である主人公・リーンは、奴隷デーデから生まれたため、王位継承権を得られず、周囲から期待されていなかった。20歳になった彼は、ボロンド伯として辺境の地・ボロンド伯領をおさめることになった。その道中、彼は女魔術師ネフィリアと出会い、彼女が失ったロバの代わりに自分の馬を差し出したところ、お礼として「魔法のランプ」を譲り受け、寂しくなった時に使うようにと言われた。
このランプは踊り子として名高い少数部族・サキュバス族を呼び出すツールであり、早速彼はサキュバス族の娘・ベルベルを呼び出してしまう。
その後、ボロンドに到着したリーンは、ボロンド伯代理のワルダーノフからぞんざいに扱われる。その夜、ワルダーノフは腹心のチン・ホーからリーンが高価そうなランプを持っているとの報告を受け、金になりそうだと盗ませる。ところが、ワルダーノフはベルベルを誤って呼び出してしまった上、請求された代金を踏み倒そうとしたためベルベルとその仲間から報復を食らう。更には彼女を通じてそのことを知ったリーンに問いただされ、踏み倒そうとした料金に加え高額な反則金を支払うことまで約束させられる。
やがて、リーンはガリキア伯へと出世し、女海賊・アルシャールから注目される。

### 温泉パイズリファンタジー 〜母乳篇〜
宿敵タラキンを倒したリーンは、レガリア王国の国王となる。ある日、彼はヒロインたちを連れて元王妃ゆかりの温泉宿へ行く。ヒロインたちは皆員乳の実を飲んでいたため、母乳が出やすくなっていた。さらにそこへ、ベルベルの仲間であるゾナとニケも来訪する。

## 登場人物

### 主人公
リーン
本作の主人公。
レガリア王アズラルド1世の子であるが、母であるデーデが奴隷だったため、王位継承権を得ていない。剣術は不得意であり、子どものころから幼馴染のソニアには勝てなかった。一方、走ることと水泳と絵は得意。
異母兄たちにからかわれても言い返すほど気が強い。心優しく気前は良い。また、感情的になりかけても、周囲の忠言を聞き入れる度量がある。

### ヒロイン
ベルベル
声：星鹿りえ
サバト山に住んでいるサキュバス族の1人。いわゆるギャル風の砕けた話し方が特徴。
飛行能力を活かした踊りを得意で、その能力を活かして踊り子業を営んでいる。一方でそういった特別な仕事がない場合、普段は薬草を集めて作った薬の販売で生計を立てている。
特別な魔法のランプを擦ることでも3回まで喚び出すことができるが、あくまで召喚の要請に応じて現れているだけでランプの中にいるわけではない。曰く、ランプによる召喚要請には最優先で向かわなければならないとのこと。
またサキュバスらしく相手の精力を吸い取って干からびさせてしまうこともでき、不義理を働いたり敵対したものに対してはこの力で過激な報復を行う。
ボロンド伯として赴任してきたリーンにランプから喚び出されて出会い踊りを披露し、その温厚な人柄を気に入る。その後ランプを盗んだワルダーノフによって喚び出されるが、代金の支払いを拒否されて報復を行う。
ランプを取り戻したリーンによる二度目の召喚の折、踏み倒された代金をワルダーノフから取り返してもらったことですっかりリーンにすっかり惚れ込んでしまい、以後は商売とは関係なくリーンの頼れる相棒として彼の活動を支えるようになる。
ソニア
声：榛名れん
リーンの幼なじみである近衛兵で、デーデとも面識があった。剣技を得意としており、剣の弱いリーンをあまり尊敬しておらず、将来の国王または恋愛対象ともみなしていなかった。
貧しい庶民の出で、貧困に苦しみながらも自身を育ててくれた両親に報いるべく、苦労の末叩き上げで近衛兵にまで上り詰めたが、今度はその親が賭博に溺れて借金を作り金の無心をしてくるようになり、両親への仕送りで莫大な負債を負って途方に暮れていたところをザマスに付け込まれ、借金を肩代わりする代償に両親を人質に取られ、リーンの幼馴染という立場を使ってザマスのスパイをさせられる羽目になり、ザマスの口添えでガリキア伯領の首都キュラスの城代として送り込まれる。。
アルシャール
声：葵時緒
巨大塩湖ベリル海で活動する名うての女海賊船長。実はベリル海の東に位置するトルキア王国出身の逃亡奴隷で、今の地位は自身を拾って育ててくれた養父から引き継いだもの。
ベリル海を行き来する商船を数多く襲撃しており、その悪名は国内外に広く轟いているが、金で動くことはあっても特定の国に肩入れする気はないらしく、ファリア王国もレガリア王国も関係なく無差別に略奪を働いている。
ネフィリア
声：ももぞの薫
魔術師の女性。祭司としても優秀だったが、上司との対立から教会を去り、各地を放浪していた。
乗っていたロバに限界が来て歩けなくなってしまい立ち往生していたところで、王都からボロンドへ向かう途上のリーンと出会い乗っていた馬を譲られ、返礼として3回までサキュバスを喚び出す事ができる魔法のランプを託す。
その後も放浪を続けていたが、仕事が見つからず旅銀に窮して困り果てていたところ、ワルダーノフからの高額な報奨金に釣られて呪殺という外法に手を出してしまう。しかしその相手がよりによって自分に馬を譲ってくれたリーンだったことを後に知って罪の意識に苛まれ、せめてもの罪滅ぼしにと脱走していた近衛兵を諭してリーンの下に帰参させる。
ルキシス
声：美空なつひ
レガリア王国の隣国・ファリア王国の王女。父であるエルゼキル1世の意向で隣国レガリアの次期国王候補に輿入れすることになるが、王子のタラキン、キラル両名の人間性をすでに見抜いており、そんな二人のどちらかに嫁がねばならない身の上を嘆きながら輿入れの準備のためにレガリア王国を訪問する。
その帰途に立ち寄ったキュラスの街でスリに遭ったところをリーンに救われ、他の王子とは違うその聡明さと温厚な人柄に惚れ込み思いを寄せるようになる。
ゾナ
声：御苑生メイ
ベルベルの仲間のサキュバス。サバト山での調薬や、踊りなどで生計を立てている。
ニケ
声：小倉結衣
ベルベルの仲間のサキュバス。
ユルグント
声：藤崎紗矢香
タラキンの腰巾着。
ジルグント
声：蒼乃むすび
キラルの腰巾着で、ユルグントとは双子の姉妹。

### サブキャラクター
アズラルド1世
レガリア王国現国王で、リーンたち3人の王子の実父。リーンに対し国内でも特に貧しいボロンド領への赴任を命じた張本人である一方で、実の息子としてリーンのことを深く気に掛ける様子も見せる。
一方で正妻のザマスと長子のタラキンを放置して妾のデーテに熱を上げ、あまつさえその間に婚外子を作るなど女癖が悪かったらしい描写もあり、これが後に大きな禍根を残すこととなる。
自身も壮年に差し掛かり、息子たちも成人を迎えたことで次期国王の選定を開始。正妻との子であるタラキンとキラルを後継者候補として品定めする一方、デーテとの間の子であるリーンを極貧の僻地であるボロンドに送る。
そのリーンが送られた領地で次々と目覚ましい成果を上げたことを聞くと大いに喜び、自らの立場に胡座をかいて横暴な振る舞いをするタラキン、キラルを見限りリーンを次期国王に指名しようとするが、その矢先にザマスの起こした凶行により絶命。自身の口から次期国王の名を明言できなかったことが仇となり、タラキンが国王の座に就くという最悪の事態を招いてしまう。
ザマス
アズラルド1世の正妻でタラキン王子の実母。優れた魔術師でもあり、実質的にタラキン付きの専属魔術師も兼ねている一方息子に対して異常なほどの過保護な性格で、タラキンを王太子に就けるべく様々な権謀術数を巡らせる。
リーンの母デーデにはあの手この手で意地悪をしてきた。その結果、デーテが心労で亡くなる原因となっている。
実は内心正妻の自分を差し置いてデーテに熱を上げていたアズラルド1世を激しく憎悪しており、息子タラキンを王座に就けることに執着するのはそのため。その執念は常軌を逸しており、ソニアの両親を人質にとって脅迫するなど非人道的な手段すら厭わない。
度重なるリーンへの妨害に失敗する中、タラキンにルキシスを襲わせて既成事実を作らせようとする暴挙に出たが、既のところでリーンに阻止され完全に立場を失う。
最後は次期国王が公に宣言される前に、アズラルド1世への口封じとして、自らの命を代償にした呪詛で彼を殺す。
ザマスのこの捨て身の一手により次期国王がリーンであることはついぞアズラルド1世の口から明言されることはなく、結果長子であるタラキンが国王の座に即位する事態となってしまった。
タラキン
レガリア王子3兄弟の長男で肥沃な穀倉地帯のユルギア領領主。好色な自惚れ屋で、傍らに地場の大商人の娘ユルグントを侍らせている。弟たちとはその尊大な性格もあり仲は悪く、特にリーンに対しては名前を皮肉った「鈴虫」や「奴隷」といった蔑称で呼んで露骨に見下している一方、リーン本人からは「タマキン」と言い返されている。
度を越したマザコンで、母であるザマスの言うことには逆らえない。
ルキシスは次期国王の妃になるということで自分にこそ相応しいと意気込んでいるものの、当のルキシスからは馬鹿王子呼ばわりされ見向きもされていない。
リーンが想定外の活躍で飛躍的に評価を上げつつあることに焦りを感じるとともに激しく妬み、リーンに対抗して策を巡らせるが、生来の横暴さから見当違いの行動ばかり起こして半ば自業自得のような形でどんどん評価を落としてゆくこととなる。そして、リーンが次期国王に決まる直前で、ザマスがわが身を犠牲にしてアズラルド1世を殺したため、国王の座に就く。
キラル
レガリア王子3兄弟の次男でゲルメア領領主。兄同様傲慢で好色だが、こちらは短気で喧嘩っ早い性格。ユルグントの双子の姉妹のジルグントを侍らせている。
母は亡くなっており登場しないが、公式サイトの家系図には母の名前として「ギリア王妃」と記されている。
その一方徹頭徹尾自己中心的な兄タラキンに対し、意外にも部下のランズギルの進言を受け入れてリーンと協調しようとするなど冷静な判断ができる一面もある。
タラキン同様次期国王たる自分にこそ相応しいとルキシスを狙っているものの、やはり相手にされていない。
短い間にいくつもの成果を上げて自分たちと同じ国王候補にまで上り詰めたリーンのことも不愉快に思っていたが、「国王になるにしてもタラキンと事を構えるならリーンと組んでおいたほうが後々有利になる」というランズギルの進言に考えを改め、関係改善に乗り出す。
ランズギル
キラルに仕える剣士。専属魔術師も兼任している。冷静沈着な性格で、直情径行気味のキラルを歯に衣着せぬ物言いで諌めるブレーキ役。
メルセウス
アズラルド1世直属のお抱え魔術師兼大祭司長。アズラルド1世の王子時代から相談役として仕えてきた家臣で、即位後は実質的な宰相として権力を振るう。
一見冷静で落ち着いているように見えるがその内実は猜疑心の強い卑小な性格で、現国王の退位により自分の立場が脅かされることをひどく恐れている。
タラキンが王になれば、王太后となるザマスの後ろ盾を得て現在の地位を維持できるのではないかと考えて陰謀に加担。さらにはザマスの呪詛により国王が呪殺されるのをあえて見殺しにすることでタラキンの即位を事実上黙認する。
暗殺者A・B・C
リーンの護衛兼剣術の師匠を務めている3人組の男。全員黒いフード付きの服を纏い、口元から大きなヒゲのような飾りが伸びた異様な形状の仮面を被った全く同じ姿をしているが、左肩の部分にアルファベットの入った書かれたバッジを身に着けており、それで見分けられるようになっている。
唐突につまらない冗談を言ったり、主君であるはずのリーンを稽古と称して叩きのめしたりするなどとらえどころのない性格だが戦闘能力は確か。
真の名はAがアルケシオス、Bがバルゴス、Cがチャルクといい、従兄弟同士の間柄。元はアルケシオスの子を殺された復讐のためにとある貴族を殺害したために死罪を命じられた罪人たちだったが、リーンの母デーテの嘆願により、名を消し素顔を隠すことを条件に助命された。意向デーテには絶対の忠誠を誓ったことがあるルートで語られる。
近衛兵A・B
アズラルド1世の命でリーンの身辺警護役を任されている二人組の騎士。王室付きの近衛兵というエリート中のエリートだけあってその戦闘能力は高いが、主君がリーンということもあって出世街道から外れた身の上を嘆くこともしばしば。
リーンのボロンド行きに随伴する際、ボロンド城を目前に護衛の任務を投げ出して逃亡する。その後、後悔の念に襲われて帰参して許しを請おうかと逡巡していたところでネフィリアに遭遇して諭され、反省してリーンの下に戻ることとなった。
悪魔1合・2号・3号
張り付いたような笑みを顔に浮かべた3人組の悪魔。全員同じ顔だが色違いのヒーロースーツ風の服を着ており、額とベルトのバックルにはそれぞれ自身の名前の番号が書かれている。赤が1号、青が2号、緑が3号。
ザマスの魔術によって使役されている使い魔で、劇中ではザマスからの指示でブルメールを殺害する。
デーデ
リーンの母。元は東方のトルキア王国との戦争の際に捕虜として連行されてきた奴隷。
ブルメール卿
広大な塩湖ベリル海を挟んで隣国ファリア王国に面するガリキア地方の領主を務める老人。
過去幾度もファリア王国からの侵攻を防いできた歴戦の猛将だが、高齢と死病に冒され余命幾許もない身となっている。
生前のデーテを含む王族とは深い親交があり、デーテの息子であるリーンのにもまるで実の孫のように親身に接する。
旅の途上でキュラスを訪れていたネフィリアの占いで死期が近いことを悟り、ネフィリアの実力を見込んで王室付きの魔術師として推挙するが、直後タラキンを国防の重要ポジションであるガリキア伯に就けることで王位継承争いで優位に立とうと画策したザマスの差し金で殺害される。しかしタラキン、キラル両名の人間性を見切っていたことで、死に際にそのどちらでもないリーンを後任とするように遺言を書き残した。
エルゼキル1世
現ファリア王国国王でルキシスの父。ファリア王国は長年隣国のレガリア王国と覇を争い戦争を繰り広げてきた間柄だったが、近年勢力を拡大しつつある北の王国との戦いに備えてレガリア王国との友好関係を構築する路線へ方針を転換。
その第一手として次期国王となるレガリア王国の王子たちの誰かにルキシスを輿入れさせるべく、ドルイア卿に内情視察を命じる。
ドルイア卿
ファリア王国ゲール伯領領主を務めるエルフ族の男。ゲール伯領はベリル海に面するレガリア王国との国境地帯であり、長年交易の要衝であるガリキアを狙った攻防を繰り広げてきた歴史があるため、主に外交面でファリア王国王宮で強い発言力を持ち、実質的に同国の宰相のようなポジションも務めている。
占いなど各種の魔術にも通じた策謀家であり、海賊に金をやってレガリア王国の商船を襲撃させるなどダーティーな手段も躊躇しない一方で国への忠誠心は篤い。
エルゼキル1世の意向でレガリア王国を訪問するルキシスに同行。その過程で数奇な運命からレガリア王宮での動乱の結末を見届けることとなる。
ワルダーノフ
ボロンド伯領ボロンド城で伯代理を務める男で、非常に金にがめつい。
ボロンド伯としてやってきたリーンを城の外れのボロ部屋に押し込むなど横暴を働き、さらに窮状を訴えるリーンの手紙を握り潰して隠蔽していた。
ランプがきっかけで起きたトラブルでリーンを抹殺すべく、路銀に窮していたアルシャールを報酬で釣ってリーンを呪い殺させようとするが、複数の要因により跳ね返った呪いでチン・ホーが死亡してしまう。
最後はリーンを呪殺しようとした事実を暴かれて弱みを握られてしまい、蓄えていた財産で高級な鉄製農具を全領民に配布することを約束させられる。これがきっかけで農業革命が巻き起こりボロンド領の生産石高は急増し、最終的には改心してリーンの協力者となる。
エンディングでは所帯を持ったことが明かされ、国王となったリーンにアーゴリ、イーゴリらを引き連れて謁見し、我が子の名付け親になってほしいと願い出る一幕が描かれた。
チン・ホー
ワルダーノフの腹心である小男で、名前を「チンポ」と呼び間違えられると激怒する。
ワルダーノフに付き従ってあれこれ悪巧みするもののことごとく裏目に出てしまい、最後はアルシャールに依頼してリーンを呪殺させようとしたが、跳ね返ってきてしまった呪いにより死亡した。
アーゴリ＆イーゴリ
ワルダーノフの配下の双子の騎士で、全身に刀傷のある強面の巨漢。髪が赤いほうがアーゴリ、黒いほうがイーゴリ。
粗暴で好戦的な性格だが、無頼漢としてその日暮らしの不安定な日々を送っていたところをワルダーノフに拾われたらしく、ワルダーノフに対しては強い忠誠心を見せる。

## 制作
王子3兄弟のうちの一人を主人公にするという案は前作『巨乳ファンタジー4』の時点から企画として存在していたが、王子では身分が高すぎて成り上がりのシナリオには不向きだと判断され、没になった。
その後、『巨乳ファンタジー3』や『巨乳ファンタジー4』での手ごたえから、主人公のレベルを低くしすぎてもよくないので、これまでのシリーズ作品のようにエリート集団の中の落ちこぼれを主人公にしようという考えにいたり、前述の没案を再利用しようということになった。
本作の初期案では、主人公のほかに、血のつながった同い年の王子や叔父も登場する予定だったが、話がまとまらなかったため、最終的には主人公と同い年の王子が2人おり、主人公のみが庶子として王位継承者から外されたという設定になった。また、開発当時はソーシャルゲーム『巨乳ファンタジー バースト』もサービスを展開していたため、同作のシナリオ執筆との両立に苦労し、最終的には時間帯を分けて執筆することで解決した。
巨乳シリーズにおけるサキュバスのイメージは『巨乳ファンタジー』のシャムシェルの存在が大きく、それこそ何も考えずにヒロインをサキュバスにしてしまうとそのイメージに影響されてしまうことから、『3』と『4』では意図的にサキュバスを登場させないようにしていたものの、却ってユーザーからのニーズからかけ離れたものになっていたのではないかという疑念がおこり、そのニーズに応えるならば前と同じものを出してもよいのではないかという考えにいたり、ヒロインにサキュバスを登場させることにした。また、シャムシェルとの差別化を図ろうとすると窮屈になってしまうため、イメージの重複を許容することにしつつも、「もしサキュバスが超自然的な存在ではなく、人間と同じような存在だったら」という仮定を立てることにした。その仮定を起点に、サキュバスが少数部族として設定され、そこから王国での立ち位置が固まっていった。これらの設定を組み立てる中で、サキュバスとギャルを足したらシャムシェルと差別化できることに気づき、こうしてヒロインのひとり・サキュバスのベルベルが生まれた。なお、物語では主人公のリーンに魔法のランプで呼び出される形で登場を果たしているが、ランプはあくまでも連絡手段であり、超自然存在であるランプの精は別物として設定されている。また、この時点ではWaffle側からメインヒロイン4・5名、サブヒロイン5名以上というオーダーが寄せられており、どうしたものかと思っていたが、サキュバス族の女性を3人（メイン1:サブ2）出すことを思い当たった。さらに、彼女たちは精力を得るためではなく、好きな人としかセックスしないという設定を立てた。
『巨乳ファンタジー3』および『4』では過去作品との差別化を図るあまり女騎士が不在だったため、その反省としてツンとした女騎士を出すことにした。当初はフォーリアという名前だったが冷たい感じが出ないということでソニアに変更された。また、初期職業は元々親衛隊として設定されていたが、これでは国王限定になるため、近衛兵に変更された。そのキャラクター性についてシナリオライターの鏡裕之は『巨乳ファンタジー』に登場するアイシスとの近似性を「BugBug」とのインタビューの中で語っている。

### 舞台設定
『4』までの作品で用いられたユーロディアの世界では『巨乳ファンタジー』の主人公・リュートがもっともダイナミックな存在として描かれた分、ほかの主人公を当てはめていくうちにダイナミズムが失われたことから、本作においては新たな世界が構築された。時代イメージは古代ゲルマン（具体的にはフランク王国）や中世ヨーロッパの初期と中期を混ぜ合わせたような感じだが、中世の建築物は見栄えがしないことから、建築物に限っては近世ヨーロッパを参考にしている。
『4』までの作品がキリスト教をモデルとした一神教の聖十字教が存在していたのに対し、本作では多神教の世界として描かれた。前述のサキュバスをはじめ、悪魔や魔術師が当たり前のようにいる世界であり、うち後者は国家公認の存在として描かれている。